# Alipate Sikivou
Alipate Sikivou est un militaire, fonctionnaire et homme politique fidjien de la fin de la période coloniale.

## Biographie
Après sa scolarisation aux Fidji, il est employé dans le service public à partir de 1945. Il s'engage dans les forces armées fidjiennes en 1948, et en 1952 est déployé au sein du Premier bataillon du Régiment d'infanterie fidjien pour la lutte contre l'insurrection communiste en Malaisie. Il est l'un des soldats de ce régiment choisis pour assister au couronnement d'Élisabeth II à Londres en 1953.
De retour à la vie civile, il est employé comme clerc à la Commission aux Terres indigènes. Il entre en politique comme candidat du parti de l'Alliance (conservateur, parti des chefs autochtones favorables aux autorités britanniques) aux élections législatives de 1966, et est largement élu député de la circonscription autochtone de Rewa/Suva. Il est un député d'arrière-ban actif de la majorité au Conseil législatif,.
Victime en janvier 1970 d'un accident vasculaire cérébral, il meurt le 5 septembre à l'hôpital à Suva, un mois avant l'indépendance du pays.